# Dimitri Pavi Degl'Innocenti
Dimitri Pavi Degl'Innocenti (Florence, 4 april 1975) is een Italiaans voormalig professioneel wielrenner.

## Belangrijkste overwinningen
2000
- 1e etappe Ronde van Burkina Faso
- 4e etappe Ronde van Burkina Faso